# ヴェンジャンス (原子力潜水艦)
ヴェンジャンス(HMS Vengeance, S31)は、イギリス海軍の原子力潜水艦。ヴァンガード級原子力潜水艦の4番艦。この名を受け継いだ艦としては8代目にあたる。

## 艦歴
「ヴェンジャンス」は、ヴィッカーズ・シップビルディング・アンド・エンジニアリングバロー・イン・ファーネス造船所で起工し、1998年9月9日に進水、1999年11月27日に就役した。
ヴェンジャンスの就役前、イギリス政府はヴァンガード級が全艦就役すれば200発の弾頭を運用できると発表した。